# Partido Azul (República Dominicana)
El Partido Azul, también conocido como Los Bolos, fue un histórico partido político dominicano desde fines del siglo XIX hasta mediados del siglo XX. Gregorio Luperón y Juan Isidro Jimenes fueron los principales líderes de este partido, y se opusieron al Partido Rojo, dirigido por  Buenaventura Báez.
El nombre del partido proviene de la popularidad de las peleas de gallos a fines del siglo XIX y principios del XX en la República Dominicana, y Bolos significa literalmente sin cola. El Partido Azul fue disuelto en 1930 después del golpe de Estado de Rafael Trujillo. No dispone de heredero ideológico en la República Dominicana.

## Historia
El Partido Azul fue liderado por el General Gregorio Luperón que emergió como una gran fuerza política varios años después de haberse realizado la Guerra de la Restauración. Sin embargo, las raíces del Partido Azul se encuentran en la Revolución de 1857, en la que las poblaciones del Cibao organizaron una insurrección en contra del gobierno de Buenaventura Báez con el propósito de establecer un sistema político basado en las nuevas doctrinas liberales y democráticas que surgieron en aquellas épocas.
Miembros de una nueva generación, los integrantes del Partido Azul eran los herederos del Movimiento de La Trinitaria y de Juan Pablo Duarte. Sus fuentes de inspiración la encontraban en las ideas y el pensamiento de figuras ilustres como Pedro Francisco Bonó, Ulises Francisco Espaillat y Benigno Filomeno de Rojas.
Esa nueva generación llegó al poder en 1879 cuando el general Luperón, junto a otras figuras militares de la época, instaló un gobierno provisional en Puerto Plata luego de haberse levantado en armas en contra del gobierno del general Césareo Guillermo.
Desde ese entonces, el Partido Azul gobernaría durante 20 años consecutivos pasando por distintas etapas. Este periodo concluyó en 1899, año en el cual muere el general Ulises Heureux, conocido como Lilís.
Inmediatamente, tras llegar al poder, el general Gregorio Luperón convocó una Convención Nacional con el fin de aprobar una nueva Constitución, la cual limitó el periodo de la Presidencia de la República a tan solo dos años.